# Josiah V. Meigs
Josiah Vincent Meigs (ur. 7 czerwca 1840 r. w Nashville, zm. 1907 r. w Charlestonie) – inżynier, przedsiębiorca, wynalazca i wojskowy ze Stanów Zjednoczonych.

## Życiorys
Urodził się 7 czerwca 1840 r. w Nashville w Tennessee. Jego ojciec przyjaźnił się z Abrahamem Lincolnem. Studiował w Lawrence Scientific School w Cambridge, ale wobec choroby matki w 1858 r. wrócił do rodzinnego domu.
Podczas wojny secesyjnej pracował początkowo jako urzędnik w Departamencie Wojny. Później dowodził oddziałem czarnoskórych żołnierzy, który został utworzony na jego wniosek do sekretarza obrony Edwina Stantona w styczniu 1864 r. jako bateria A 2. Colored Light Artillery Regiment. Jako jego dowódca awansował do rangi kapitana, ale z powodu odniesionej rany w grudniu tego samego roku zrezygnował z dowództwa. Po wojnie krótko pracował w U.S. Court of Claims i jako prawnik, ale z czasem zajął się konstruowaniem wynalazków, m.in. strzelby z magazynkiem na 50 nabojów, łącznie posiadał 15 patentów, jednak żaden z nich nie był produkowany na dużą skalę. Meigs zaprzyjaźnił się z kongresmenem i późniejszym gubernatorem Massachusetts gen. Benjaminem Butlerem i pod wpływem jego namowy przeniósł się do Lowell. W 1869 r. Butler i inni inwestorzy założyli U.S. Cartridge Co., która miała produkować amunicję projektu Meigsa, ale produkt nie znalazł nabywców.
Od 1875 r. był właścicielem patentu na system kolejowy, jakim była parowa kolej trójszynowa, jeżdżąca po wyniesionym wąskim torze. Razem z Butlerem w 1881 r. założył firmę Meigs Elevated Railway Company, w której został prezesem. Meigs intensywnie lobbował u bostońskich władz za budową sieci regionalnych linii kolejowych wyniesionych na estakadach, które miały połączyć centrum miasta z przedmieściami i sąsiednimi miejscowościami. Władze Bostonu zezwoliły firmie Meigsa i Butlera na zbudowanie testowego odcinka w Cambridge, zatem po zdobyciu finansowania firma zrealizowała ten odcinek, a jego otwarcie nastąpiło w czerwcu 1886 r. 4 lutego 1887 r. wagon spłonął w pożarze po podpaleniu hangaru i mimo uratowania lokomotywy i tendra firma nie miała pieniędzy na odbudowę instalacji.
Meigs w tym samym roku wydał książkę The Meigs Railway System: The Reasons For Its Departures From the Ordinary Practice, w której opisywał zalety swojej technologii. Rok później wydał kolejną pracę The Mechanics of the Meigs Railway. Pomimo wysiłków jego lobbing nie wzbudził wystarczającego zainteresowania miejskich władz i w 1888 r. w Bostonie otwarto pierwszą linię elektrycznego tramwaju, któremu Meigs od dawna był przeciwny. W 1893 r. opublikował książkę True Rapid Transit, w której udowadniał, że silnik parowy jest ekonomiczniejszy niż elektryczny. Był przeciwnikiem budowy metra, preferując kolej na wyniesionych estakadach. Jako prezes Boston Elevated Railway usiłował budować taką kolej, ale w 1896 r. sprzedał udziały w spółce, która wkrótce potem pozyskała fundusze i w 1901 r. uruchomiła w Bostonie pierwszą linię konwencjonalnej kolei na wyniesionych estakadach.
Meigs zmarł na udar krwotoczny w 1907 r. w Charlestonie.